# Птаххотеп
Птаххотеп (егип. ptāħ ħwtp — «угодный Птаху») — древнеегипетский сановник, живший во время правления V династии Древнего царства (XXV—XXIV в. до н. э.). Позднее считался одним из великих древних мудрецов.

## Биография

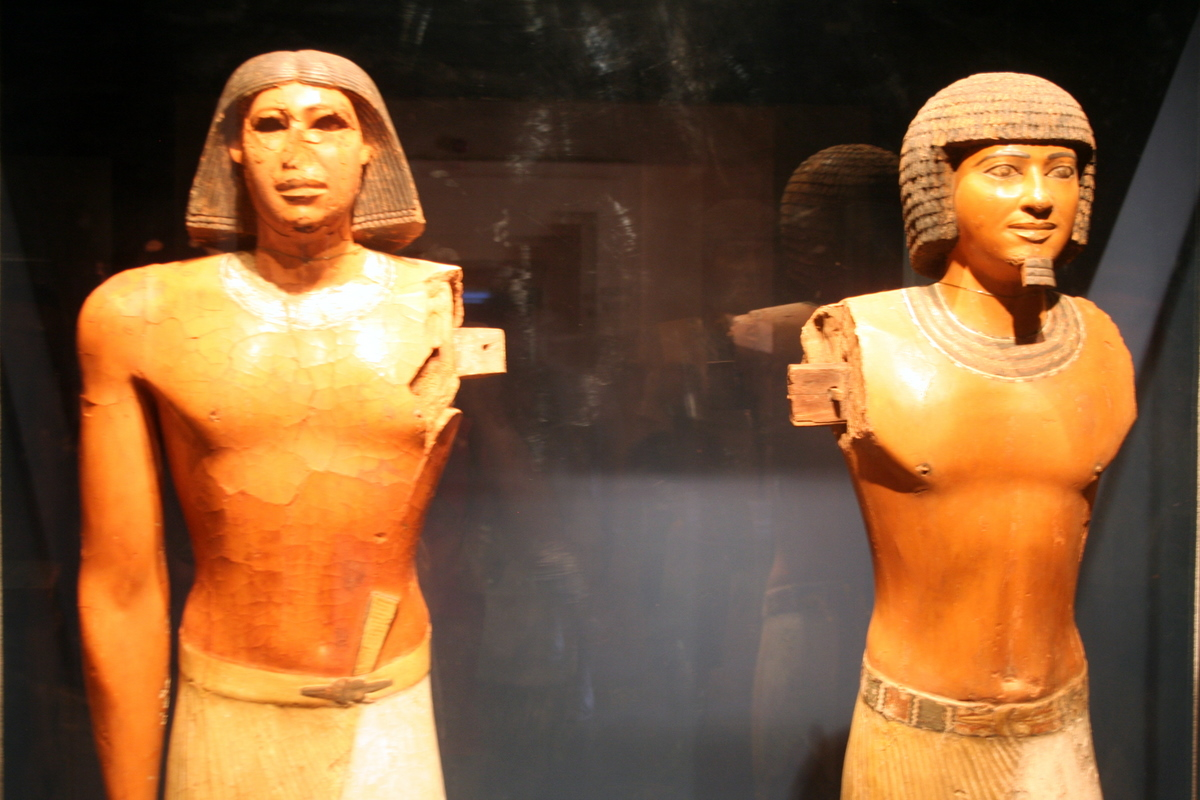
Статуя Птаххотепа. Период правления V династии. Музей Имхотепа, Саккара

Время деятельности Птаххотепа относится примерно к периоду между 2425  и 2375 годами до н. э. Он был чати (визирем) во время правления фараона Джедкара Исеси (V династия, Древнее царство). Полный список его титулов указывает, что он был также градоначальником, хранителем царской печати, судьёй, верховным жрецом, переписчиком священных книг, руководителем всех царских работ, начальником писцов, надзирателем двух зернохранилищ, управляющим двумя Белыми домами (то есть казначеем Верхнего и Нижнего Египта), надзирателем за погребениями. 
У Птаххотепа был сын Ахетхетеп и внук Птаххотеп II Чефи, которые также были чати во время фараона Унаса. 
Птаххотеп был похоронен в мастабе в Северной Саккаре (D 62). Его гробница была обнаружена в XIX веке французским египтологом Огюстом Мариетом. В ней же был похоронен и Птаххотеп II.

## «Поучения Птаххотепа»
Птаххотепу приписывается авторство «Поучений Птаххотепа» — единственного сохранившимся в полном виде на «папирусе Присса» дидактического произведения времени Древнего царства и первого дошедшего до нашего времени философского труда.
Судя по всему, «Поучения Птаххотепа» предназначались, в первую очередь, для молодых людей из влиятельных семей, которые вскоре займут одну из государственных должностей.
«Поучения Птаххотепа» многократно копировались детьми в школах при обучении.
Произведение представляет собой поучения мудреца Птаххотеп своему сыну, которого также зовут Птаххотепом. Всего сохранилось 37 поучений. Их автор осуждает жадность и стяжательство, подчёркивая, что после смерти богатство не поможет, какую бы роскошную гробницу не выстроил себе стяжатель: перед судом бога Осириса значение имеют поступки человека, а не сокровища. Зато Птаххотеп призывает молодого человека стремиться к знаниям и быть внимательным к жене. При этом указывается, что высшей добродетелью является послушание отцу и начальнику. Также подчёркивалось необходимость смирения, верности в выполнении своих обязанностей и то, что необходимо хранить молчание, когда это необходимо.

## В популярной культуре
- В серии «Проклятие Птах-Хотепа» телесериала «Квантовый скачок» Сэм Беккетт попадает в тело археолога, обнаружившего гробницу Птаххотепа.